# Pickup
«Pickup» — песня канадской кантри-певицы Маккензи Портер, вышедшая 19 ноября 2021 года в качестве лид-сингла второго студийного альбома Nobody’s Born with a Broken Heart (2024). Она написала трек вместе с Лидией Воган и Уиллом Банди, а продюсером выступил Джои Мой.

## История
Во время пандемии COVID-19 Портер провела множество сессий по написанию текстов через Zoom, и на одной из первых сессий она написала «Pickup» вместе с несколькими соавторами. Она заявила, что «чувствовала, что это действительно особенная песня», добавив, что «никогда не была так взволнована выпуском песни».

## Отзывы
Rock N' Load заявил, что в песне «чувствуется яркая, открытая дорога, сочный вокал и цепляющая, современная презентация, когда ее ум и сердце мчатся с ностальгией на полном ходу». Country 100 назвал песню своей «Песней дня» за 4 февраля 2022 года.

## Награды и номинации
| Год  | Ассоциация                    | Категория        | Результат | Ссылка      |
| ---- | ----------------------------- | ---------------- | --------- | ----------- |
| 2022 | Canadian Country Music Awards | Автор песни года | Номинация | [ 7 ] [ 8 ] |
| 2022 | Canadian Country Music Awards | Видео года       | Номинация | [ 7 ] [ 8 ] |

## Коммерческий успех
Песня «Pickup» достигла первого места в чарте Billboard Canada Country за неделю 18 июня 2022 года, став четвертым номером один в карьере Портер в ее родной стране. Песня также достигла 65-го места в Canadian Hot 100 за ту же неделю. Она также была сертифицирована Music Canada как платиновая.

## Музыкальное видео
Премьера официального клипа на песню «Pickup» состоялась 12 марта 2022 года на канале CMT и на рекламном щите компании Paramount на Таймс-сквер в Нью-Йорке. Режиссером клипа выступил Джастин Клаф, в нем снялась молодая девушка, играющая с куклами Барби, а Портер и еще два актера периодически занимают место кукол и изображают историю песни. Ее соавтор Лидия Воган придумала идею «Барби оживает, но в итоге не получает парня» для клипа. Портер сказала, что «очень хотела, чтобы клип рассказал историю расставания уникальным способом». Она добавила, что "даже если «чья-то жизнь выглядит „идеально“ на бумаге, это никогда не отражает реальность. Ничья жизнь не идеальна, и всем нам в какой-то момент разбивают сердце». В клипе также появилась ее собака Уилла.

## Чарты

### Еженедельные хит-парады
| Чарт (2022)                          | Высшая позиция |
| ------------------------------------ | -------------- |
| Австралия Country Hot 50 (The Music) | 2              |
| Канада (Canadian Hot 100)            | 65             |
| Канада (Canada Country, Billboard)   | 1              |

## Сертификации
| Регион                                                                      | Сертификация | Продажи |
| --------------------------------------------------------------------------- | ------------ | ------- |
| Канада (Music Canada)                                                       | Платиновый   | 80 000  |
| Данные о продажах + прослушиваниях приведены только на основе сертификации. |              |         |